# Crença (álbum de Fafá de Belém)
Crença é o quinto álbum de estúdio da cantora brasileira Fafá de Belém, lançado em 1980 pela gravadora Philips.

## Faixas

### Lado A
| N.º | Título                       | Compositor(es)                    | Duração |  |
| 1.  | "Sexto Sentido"              | Beto Fogaça, Hermes Aquino        | 3:09    |  |
| 2.  | "Bicho Homem"                | Milton Nascimento, Fernando Brant | 3:47    |  |
| 3.  | "Baque do Coração"           | Bubuska, Vevé Calazans            | 4:28    |  |
| 4.  | "Na Hora Exata"              | Sergio Natureza, Tunai            | 2:29    |  |
| 5.  | "Ítaca (Memórias do Exílio)" | Paulo André, Ruy Barata           | 3:31    |  |
| 6.  | "Crença"                     | Márcio Borges, Milton Nascimento  | 3:14    |  |

### Lado B
| N.º | Título                   | Compositor(es)    | Duração |  |
| 1.  | "Carrinho de Linha"      | Walter Queiroz    | 3:11    |  |
| 2.  | "Precisava Ver"          | Vital Lima        | 4:02    |  |
| 3.  | "Me Disseram"            | Joyce             | 4:03    |  |
| 4.  | "Cabresto"               | Bubuska           | 2:55    |  |
| 5.  | "Para um Amor no Recife" | Paulinho da Viola | 3:15    |  |
| 6.  | "O Dono do Lugar"        | Cacaso, Edu Lobo  | 3:21    |  |